# Partei der Sozialisten der Republik Moldau
Die Partei der Sozialisten der Republik Moldau (rumänisch Partidul Socialiștilor din Republica Moldova, PSRM; russisch Партия социалистов Республики Молдова) ist eine im Parlament vertretene moldauische politische Partei und ist 2014–2019 und seit 2021 die größte Oppositionspartei. Die Partei spricht insbesondere russischsprachige Wähler an und gilt als pro-russisch.

## Geschichte
Der Gründungskongress der PSRM fand am 29. Juni 1997 statt. Die erste Parteivorsitzende war Veronica Abramciuc. Bei den Kommunalwahlen 1999 war die Partei Teil eines gemeinsamen Wahlbündnisses aus Kommunisten, Agrarier und Sozialisten, welches rund ein Drittel der Stimmen erreichte. Die PSRM kam in ihrer Bedeutung lange Zeit nicht über den Status einer Kleinpartei hinaus. Das pro-russische Wählerspektrum wurde überwiegend bereits von der Partei der Kommunisten der Republik Moldau abgedeckt.
Bei den Parlamentswahlen im 2005 nahm die Partei im Rahmen des Wahlblockes Heimat (rumänisch Blocul electoral «Patria-Rodina») teil – die Allianz erreichte 4,97 % der Stimmen.
Ab 2011 näherte sich die Kommunistische Partei zunehmend einer pro-europäischen Außenpolitik zu, was viele langjährige Mitglieder zum Austritt bei den Kommunisten und Beitritt bei den Sozialisten bewegte. Am 18. November 2011 wurde im Parlament eine neue Fraktion der Sozialisten gegründet. Die drei Mitglieder Zinaida Greceanîi, Igor Dodon und Veronica Abramciuc hatten sich vorher von der Kommunistischen Partei am 4. November 2011 abgespalten. Am 18. Dezember 2011 wurde einer der Parlamentarier, Igor Dodon, zum neuen Parteivorsitzenden gewählt.
Bei den Parlamentswahlen 2014 wurde sie stärkste Kraft und erreichte 25 der 101 Mandate. Dodon trat bei der Präsidentschaftswahl in der Republik Moldau 2016 an, bei der er im zweiten Wahlgang mit 52,18 % gewann. Seit seinem Amtsantritt als Präsident war Dodon offiziell parteilos, steht jedoch weiterhin der PSRM nahe. Bei den Parlamentswahlen 2019 wurde sie wiederun stärkste Kraft und erreichte 35 der 101 Mandate.
In der Folge konnte eine Koalition von PSRM und ACUM unter Ministerpräsidentin Maia Sandu (PAS) ihr Amt antreten. Dodon verlor in der Folge die Präsidentschaftswahl am 15. November 2020 gegen Maia Sandu. Nach den verlorenen Wahlen trat der ehemalige Präsident Igor Dodon wieder die Partei ein und wurde erneut als Parteivorsitzender gewählt.
Zu der vorgezogenen Parlamentswahlen 2021 beschloss PSRM mit der seit 2019 nicht mehr im Parlament vertretenen PCRM eine gemeinsame Liste zu bilden. Das Wahlbündnis PSRM-PCRM erhielt lediglich 27,2 % der Stimmen und gewann 32 Sitze im Parlament, 22 davon bekam PSRM.

## Wahlergebnisse
| Jahr        | Stimmen | Anteil | Mandate  | Platz |
| ----------- | ------- | ------ | -------- | ----- |
| 1998        | 9.514   | 0,6 %  | 0/101    | 12.   |
| 2001        | 7.277   | 0,5 %  | 0/101 1  | 15.   |
| 2005        | 77.490  | 4,95 % | 0/101 2  | 4.    |
| 2009 (Apr.) | —       | —      | 0/101    | —     |
| 2009 (Jul.) | —       | —      | 0/101    | —     |
| 2010        | —       | —      | 0/101    | —     |
| 2014        | 327.910 | 20,5 % | 25/101   | 1.    |
| 2019        | 441.236 | 31,2 % | 35/101   | 1.    |
| 2021        | 398.675 | 27,2 % | 22/101 3 | 2.    |